# Phyllolaimus tridentatus
Phyllolaimus tridentatus är en rundmaskart som beskrevs av Murphy 1963. Phyllolaimus tridentatus ingår i släktet Phyllolaimus och familjen Cyatholaimidae. Inga underarter finns listade i Catalogue of Life.